# Iván Campo
Iván Campo Ramos est un footballeur international espagnol né le 21 février 1974 à Saint-Sébastien (Espagne). Il évolue au poste de défenseur.

## Carrière

### En club
- 1992 - 1993 : CD Logroñés -  Espagne
- 1993 - 1995 : Deportivo Alavés -  Espagne
- 1995 - 1996 : Real Valladolid -  Espagne
- 1996 - 1997 : Valence CF -  Espagne
- 1997 - 1998 : RCD Majorque -  Espagne
- 1998 - 2002 : Real Madrid -  Espagne
- 2002 - 2008 : Bolton Wanderers -  Angleterre
- 2008 - 2009 : Ipswich Town -  Angleterre
- 2009 - 2010 : AEK Larnaca -  Chypre

### En équipe nationale
Il débute en équipe nationale le 25 mars 1998 contre la Suède.

## Palmarès
Real Madrid
- Champion d'Espagne en 2001.
- Vainqueur de la Supercoupe d'Espagne en 2001.
- Vainqueur de la Ligue des champions en 2000 et 2002.
- Vainqueur de la Coupe intercontinentale en 2002.